# Margaret Elizabeth Leigh
Margaret Elizabeth Leigh (29 octobre 1849 – 22 mai 1945), plus tard, Margaret Elizabeth Leigh Child-Villiers, comtesse de Jersey, est une noble anglaise, militante et écrivaine.

## Biographie
Elle est la fille aînée de William Leigh (2e baron Leigh). Le 19 septembre 1872, elle épouse Victor Child Villiers. Ils ont six enfants:
- George Child Villiers (8e comte de Jersey) (1873-1923)
- Lady Margaret Child-Villiers (1874-1874), mourut en bas âge.
- Lady Margaret Child-Villiers (1875-1959), épouse de Walter Rice (7e baron Dynevor).
- Lady Marie Julia Child-Villiers (1877-1933), mariée à Thomas Pakenham (5e comte de Longford).
- Lady Beatrice Child-Villiers (1880-1970), mariée à Edward Plunkett, 18e baron de Dunsany.
- L'hon. Arthur George Child-Villiers (1883-1969)[1]

Elle est la présidente fondatrice (1901-14) de la ligue Victorienne et est connue comme une adversaire au suffrage des femmes. Elle est l'auteur d'articles de voyage, de jeux d'enfants, de poèmes et de chants. En 1871, la religious Tract Society publie un petit recueil de ses hymnes et poèmes sous le titre de Hymnes et Poèmes pour les très petits enfants. Une deuxième série sous le même titre, est parue en 1875. Six de ces hymnes sont inclus dans le livre de cantique de l'école de W. R. Stevenson en 1880. Certains de ces éléments sont repris dans la Voix de la Prière (Londres S. S. de l'Union) et d'autres collections.
En 1920, elle publie Une brève histoire de Osterly Parc et en 1922, Cinquante-et-un ans d'une vie Victorienne.
En 1903, elle pose la première pierre de la bibliothèque de Brentford et cinq ans plus tard, elle ouvre officiellement les portes de la bibliothèque de Hove.
Elle est nommée Dame Commandeur de l'Ordre de l'Empire Britannique en 1927. Ayant subi un accident vasculaire cérébral en 1909, Lord Jersey est décédé à Osterley Park, Middlesex  en mai 1915, âgé de 70 ans - Margaret survit à son mari plus de 30 ans et meurt à Middleton Parl, Oxfordshire, en mai 1945, à l'âge de 95 ans.